# Milange
Milange é uma vila e um município do distrito de Milange, província da Zambézia, em Moçambique.
Para além de sede de distrito, Milange é também sede do posto administrativo de Milange.

## Município
Em 1988, Milange foi uma das 10 vilas que se tornaram municípios, com um governo local eleito, fazendo parte então de um total de 33 municípios iniciais. Esta lista incluía ainda, da província, as cidades de Gurué, Mocuba e a capital Quelimane.
O município do Milange tinha, de acordo com o Censo de 1997, uma população de 17 123 e em 2007 uma população de 50 000 habitantes.[carece de fontes?]

## Posto administrativo
O posto administrativo de Milange, para além do município do Milange, inclui ainda as localidades de Chitambo, Corromana, Liciro, Tengua e Vulalo.
De acordo com o Censo de 2007, este patamar administrativo incluia uma população de 256,963 residentes.